# Ouidah
Ouidah (dříve také Whydah, Hweda nebo Ajudá) je město v Beninu (departement Atlantique). Žije v něm okolo 86 000 obyvatel. Leží na pobřeží Guinejského zálivu 60 km západně od hlavního města Porto Novo. Obyvatelé žijí převážně z obchodu, cizineckého ruchu, výroby palmového oleje a z tabákového průmyslu.

## Historie
Od šestnáctého století bylo místo pro svoji výhodnou polohu centrem obchodu s otroky. Domorodci z kmene Aja zde vytvořili bohaté království Whydah, založené na kultu posvátné krajty. Stát zanikl v roce 1727, kdy jeho území ovládlo Dahomejské království. Portugalci založili roku 1721 pevnost Jana Křtitele, kterou drželi až do roku 1961. Poslední otrokářská loď z místního přístavu odplula v roce 1860.
Ouidah patří k hlavním beninským turistickým centrům, je známé kulturními akcemi (filmový festival a největší světové setkání vyznavačů vodun), historickým muzeem a řadou památek: katolická bazilika Neposkvrněného početí, Hadí chrám, posvátný les Kpassè, galerie domorodého umění a pomník obětem otrokářství nazvaný Brána bez návratu. Zdejší Stezka otroctví byla navržena na seznam Světové dědictví.

## Rodáci
- Édouard Adjanohoun (1928–2016), botanik
- Patrice Talon (* 1958), prezident Beninu
- Angélique Kidjo (* 1960), zpěvačka
- Oscar Olou (* 1987), fotbalista

## Partnerská města
- Melun
- Villeneuve-d'Ascq
- Saint-François